# Миришкорский район
Миришкорский район (узб. Mirishkor tumani / Миришкор тумани) — административная единица в Кашкадарьинской области Узбекистана. Административный центр — городской посёлок Янги-Миришкор.

## История
Миришкорский район был образован в 2003 году путём объединения Бахористанского и Усман-Юсуповского районов.

## Административно-территориальное деление
По состоянию на 1 января 2011 года в состав района входят:
- 3 городских посёлка:

1. Джейнау,
2. Памук,
3. Янги Миришкор.

- 12 сельских сходов граждан:

1. Абад,
2. Авазчул,
3. Вори,
4. Гулистан,
5. Гулшанбаг,
6. Джейнау,
7. Миришкор,
8. Навбахор,
9. Помук,
10. Чаманзар,
11. Чандир,
12. Янгиабад.